# Stan Chervin
Stan Chervin (* vor 1980 in Covina, Kalifornien) ist ein US-amerikanischer Drehbuchautor.

## Leben
Chervin studierte an der University of California, Berkeley. Ab Ende der 1980er Jahre war er zunächst als Story Editor und später Director of Creative Affairs für TriStar Pictures tätig.
Vor Beginn seiner Tätigkeit im Filmgeschäft war Chervin in New York City als Leiter eines Theaters tätig und inszenierte auch Stücke. Eigene Theaterstücke verfasste er zunächst nicht. Schließlich wandte er sich dem Drehbuchschreiben zu. Chervin verfasste und verkaufte mehrere Drehbücher, aber erst seine Beteiligung an dem Drehbuch des Films Die Kunst zu gewinnen – Moneyball (2011) – von Chervin stammt eine erste Fassung aus dem Jahr 2004 – bedeutete seinen ersten Credit überhaupt.
Für seine Arbeit an dem Drehbuch zu Die Kunst zu gewinnen – Moneyball wurde er 2012 gemeinsam mit  Steven Zaillian und Aaron Sorkin für den Oscar in der Kategorie Bestes adaptiertes Drehbuch nominiert.

## Filmografie
- 2011: Die Kunst zu gewinnen – Moneyball (Moneyball)
- 2013: Space Warriors – Das verrückte Weltraumcamp (Space Warriors)